# Абрамзон, Валерий Михайлович
Вале́рий Миха́йлович Абрамзон (род. 16 мая 1966 или 20 июля 1966, Москва) — советский футболист, полузащитник, нападающий. Мастер спорта СССР (1987).

## Игровая карьера
Воспитанник ФШМ (Москва). Первый тренер — Н. И. Алексютин.
Играл в московских футбольных командах «ФШМ», «Локомотив» и ЦСКА. В 1987 году с «Локомотивом» завоевал место в высшей лиге чемпионата СССР, где и дебютировал в следующем году. Всего в высшей лиге СССР — 18 матчей.
После распада СССР несколько матчей провёл в высших дивизионах Молдавии за «Тигину» и Украины за «Эвис».
Зимой 1992 перешёл в венгерский клуб второго дивизиона «Капошвар Ракоци». Однако в основе закрепиться не смог и уже в апреле 1993 года играл за венгерский клуб четвёртого дивизиона «Тасар».
По окончании сезона 1992/93 завершил карьеру игрока.

## Карьера в сборной
Привлекался к играм сборной города Москвы для участия в Спартакиаде СССР 1986.